# فرانسيس جوليوس لوموين
فرانسيس جوليوس لوموين (4 سبتمبر 1798 – 14 أكتوبر 1879) هو طبيب وفاعل خير أمريكي من القرن التاسع عشر من واشنطن، بنسلفانيا. يُعد لوموين مسؤولًا عن إنشاء أول محرقة للموتى في الولايات المتحدة، ويُعتبر أيضًا من مؤيدي الإبطالية، ومؤسس أول مكتبة عامة في واشنطن (التي تُعرف باسم مكتبة المواطن)، ومؤسس مشارك لمعهد واشنطن اللاهوتي للإناث وأحد المتبرعين الفاعلين لمدرسة لوموين العادية والتجارية (تُعرف اليوم باسم كلية لوموين أوين)، التي تبرع لها بمبلغ 20,000 دولار في عام 1870.

## النشأة
كان لوموين نجل نانسي ماكولي وجون جوليوس لوموين.
تخرج من جامعة واشنطن (التي تُعرف اليوم باسم كلية واشنطن وجيفرسون) في عام 1815.
أصبح لوموين عضوًا في جمعية مكافحة العبودية الأمريكية، وألقى محاضرات عامة بجانب منزله بالإضافة إلى سفره نحو ولايات العبودية الأمريكية لإلقاء المحاضرات هناك. في الأعوام 1841، و1844 و1847، ترشح لوموين كممثل حزب الإبطالية من أجل منصب حاكم ولاية بنسلفانيا.

## وفاته
في 14 أكتوبر 1879، لقي جوليوس لوموين حتفه جراء نوبة قلبية في واشنطن، بنسلفانيا في الولايات المتحدة عن عمر ناهز 81 عام. حُرقت جثته في محرقة لوموين.

## محرقة الموتى
إدراكًا منه لتأثير الجثث المتحللة في المقابر المحلية ودورها في تلويث موارد المياه ونشر الأمراض بين المواطنين، شرع الطبيب لوموين في بناء أول محرقة موتى في الولايات المتحدة. انتهى بناء المحرقة في عام 1876 على أرضه الخاصة، التي تمتد على موقع معروف محليًا باسم غالوس هيل. حدثت أول عملية حرق جثة في المحرقة في 6 ديسمبر 1876. في عام 1901، أُغلقت المحرقة بعد 41 عملية حرق أخرى (مع كون د. لوموين ثالثها).
في يومنا هذا، يمكن العثور على هيكل المحرقة في الموقع نفسه مقابل الشارع الرئيسي الجنوبي.

## منزل لوموين
بُني منزل لوموين بواسطة الأب جون جوليوس لوموين في عام 1812 في محطة على سكة حديد الأنفاق. اعتُبر هذا المنزل المعلم الأول من بين ستة معالم تاريخية وطنية لسكة حديد الأنفاق في ولاية بنسلفانيا. ما يزال المنزل قائمًا اليوم في شارع 49 إيست مايدن، بالقرب من حرم كلية واشنطن وجيفرسون، إذ أصبح في الوقت الحالي عبارة عن متحف. يُستخدم المنزل أيضًا كمركز لجمعية مقاطعة واشنطن التاريخية.